# Planinski luk
Planinski crijemuž (planinski luk, lat. Allium victorialis), biljka iz roda lukova, porodica zvanikovke, trajnica raširena po Euroaziji.Kod nas  ga ima na Velebitu i u Gorskom kotaru.

## Opis
Stabljika naraste od 30 do 60cm visine. 

## Jestivost
Jestivi su i lukovica i sasvim mladi listovi, jak miris na češnjak.U Japanu se kao povrće i uzgaja.Naročito je cijenjen u Rusiji i Ukrajini.Sadrži do 730 mg/% vitamina C.Koristi se i u narodnoj medicini.

## Sastav
U svim  dijelovima  biljke zastupljeno je  eterično ulje,askorbinska kiselina,lizocin te fitoncidi.Od makroelemenata  sadrži(mg/g):
- К — 37,0
- Са — 15,8
- Mg — 3,3
- Fe −0,03;

Od mikroelemenata, sadrži (mkg/g):
- Mn-0,17
- Cu-0,78
- Zn-0,47
- Со — 0,03
- Мо — 0,25
- Cr — 0,05
- Al — 0,16
- Ва — 0,02
- V — 0,11
- Se — 13,3
- Ni — 0,16
- Sr-0,65
- Pb — 0,07
- В — 31,2